# Hemidromodes galala
Hemidromodes galala är en fjärilsart som beskrevs av Edward P. Wiltshire 1949. Hemidromodes galala ingår i släktet Hemidromodes och familjen mätare. Inga underarter finns listade i Catalogue of Life.